# Silicon Dream
Silicon Dream («Кремниевая мечта») — немецкая поп-группа, работавшая в жанре итало-диско с элементами евродэнс.

## История группы
Группа создана в 1987 году немецким музыкантом Клаусом Мюнцертом (род. 14 июля 1957 года). Другими известными участниками были танцоры Анджело и Дэнни, которые участвовали в музыкальных клипах группы. Вдохновлённая такими группами, как Kraftwerk и Depeche Mode, группа начала выступать после экспериментов Мюнцерта с семплерами и его желания повеселиться на сцене, хотя другие люди всё же смогли его узнать. Звучание группы было похоже на современные биты, такие как Off и 16 Bit, Silicon Dream выступали вживую с последними.

## Популярность
Самым заметным синглом Silicon Dream был «Marcello The Mastroianni», который продержался четыре недели в топ-20 Германии, достигнув № 15 в сентябре 1987 года. Сингл также был № 112 в конце 1987 года. Другой известный сингл «Ludwig Fun», выпущенный в 1989 году, объединил Acid House с Classical Music и продержался несколько недель в официальном чарте Top 75 немецких синглов от Media Control.

## Альбомы

### Time Machine (1988)
Time Machine был единственным альбомом, выпущенным группой в 1988 году. Концептуальный альбом с темой путешествий во времени был выпущен на LP и CD, последний включал три дополнительных трека, ранее доступных на соответствующих сингловых релизах.
1. «Time Machine» (You Are The Master Of Time-Age)
2. «Jimmy Dean Loved Marilyn — Film Ab» (The Hollywood-Age)
3. «Corleone Speaking» (The Chicago-Age)
4. «Holiday In St. Tropez — Eating Pizza In Ibiza» (The Cola-Age)
5. «Marcello The Mastroianni» (The Fellini-Age)
6. «Space Intro» (The Age Of The First Cosmic Steps)
7. «Andromeda» (The Space-Age)
8. «Albert Einstein — Everything Is Relative» (The Age Of The Inventors)
9. «Primaballerina» (The Romantic-Age)
10. «Don’t Break My Heart» (The Age Of Love)
11. «Marcello The Mastroianni» (Monster Mix)
12. «Albert Einstein — Everything Is Relative» (Russian Mix)
13. «Jimmy Dean Loved Marilyn — (Film ab)» (Mix Cinemascope)

### Ludwig Fun (1990)
1. Ludwig Fun [classic acid mix]
2. Rendezvous And A Flirt With You [as departure — fricci mix]
3. Wunderbar [where is the bar mix]
4. You Got A Bausparvertrag [rubel mix]
5. I’m Your Doctor [kommunismus interruptus perversion]
6. King Kong Dancing [as departure — no emergency exit mix]
7. Baby Baby Hear My Heartbeat… Mi Corason [esmeralda mix]
8. Syntaxerklarung
9. Wanna Make Love To You Baby
10. Silicon Dancer Mega Mix [the first cut is the deepest]

### Greatest Hits '87 — '95
Выпущен в 1995 году благодаря пожеланиям звукозаписывающей компании.
1. «Space Intro»
2. «Marcello The Mastroianni» '95 Mix
3. «Timemachine»
4. «Don’t Break My Heart»
5. «Albert Einstein (Everything Is Relative)»
6. «Syntaxerklarung»
7. «Marcello The Mastrolanni '87»
8. «Andromeda»
9. «Jimmy Dean Love Marilyn (Film Ab)»
10. «Corleone Speaking»
11. «Wanna Make Love To You Baby»
12. «I’m Your Doctor» (Ganz In Weiss)
13. «Ludwig Fun»
14. «Marcello The Mastroianni» '95 Hammond Mix

## Singles
- 1987: «Albert Einstein — Everything Is Relative»
- 1987: «Albert Einstein — Everything Is Relative» (Russian Mix)
- 1987: «Marcello The Mastroianni»
- 1987: «Marcello The Mastroianni» (Monster Mix)
- 1988: «Andromeda»
- 1988: «Jimmy Dean Loved Marilyn — Film Ab»
- 1988: «Jimmy Dean Loved Marilyn — Film Ab» (Hollywood Mix)
- 1989: «Ludwig Fun»
- 1989: «Ludwig Fun» (Rabbit Mix)
- 1989: «Wunderbar»
- 1990: «I’m Your Doctor» (Ganz in Weiss)
- 1990: «I’m Your Doctor» (Rap Version)
- 1991: «Wanna Make Love»
- 1995: «Marcello The Mastroianni 95»

## Departure, Manzerata and Mega
В течение 1987 и 1988 годов Клаус Мюнцерт также выпустил синглы под названиями Departure, Manzerata и Mega. Он считал их просто дополнительными актами к Silicon Dream, и он выпустил только один или два сингла под этими именами.
- 1987: «King Kong Dancing» (as Departure)
- 1987: «Rendez-Vous And A Flirt With You» (as Departure)
- 1987: «Baby Baby Hear My Heartbeat — Mi Corazon» (as Manzerata)
- 1987: «You Got A Bausparvertrag???» (as Mega)